# سرود زندگی
سرود زندگی فیلمی به کارگردانی مهدی رئیس فیروز و نویسندگی مهدی رئیس فیروز و احمد نجیب زاده محصول سال ۱۳۴۸ است.

## بازیگران
- نصرت‌الله وحدت
- آذر حکمت شعار
- امین امینی
- ایران قادری
- محمد عبدی
- طاهره غفاری
- تجدد
- محمدرضا رفیعی